# Valantia muralis
Valantia muralis es una pequeña planta de la familia de las rubiáceas. Es originaria de la cuenca del Mediterráneo.

## Descripción
Planta rupícola de hasta 15 cm de alta, de tallo suavemente pubescente. Hojas aovadas y obtusas, pedúnculos y pedicelos dotados de una prominencia en forma de cuerno, fruto con un cuerno en el dorso cargado de cerdas curvadas que le dan un característico aspecto y florecillas diminutas.

## Hábitat
Huecos de rocas, entre grietas de mampostería y en arenales muy secos.

## Taxonomía
Valantia muralis fue descrita por Carlos Linneo y publicado en Species Plantarum 2: 1051, en el año 1753.
Etimología
Valantia, fue dedicada por el botánico prelinneano Joseph Pitton de Tournefort a su profesor en el Jardín del Rey de París, Sébastien Vaillant.
Citología
Número de cromosomas de Valantia muralis (Fam. Rubiaceae) y táxones infraespecíficos: 2n=18
Variedades aceptadas
- Valantia muralis var. intricata (Lojac.) Brullo
- Valantia muralis var. muralis

Sinonimia
- Valantia pantocsekii Gand. [1883, Contrib. Fl. Terr. Slav. Merid. : 15]
- Valantia intricata Lojac. [1903, Fl. Sicula, 2 (1) : 11]
- Valantia glaberrima Gand. [1883, Contrib. Fl. Terr. Slav. Merid. : 15]
- Valantia quadriflora Moench [1794, Meth. : 640] [nom. illeg.]
- Galium vexans Rchb.f. in Rchb. [1854,1855, Icon. Fl. Germ., 17 : 92] [nom. illeg.]
- Aspera nutans Moench [1794, Meth. : 641] [nom. illeg.]
- Aspera muralis (L.) Lowe[5][6]

## Nombres comunes
- Castellano: crujía menuda, cruxia humilde.[7]